# ۱۷۳۰ (میلادی)
۱۷۳۰ (میلادی) هزارو هفتصد و سیمین سال تقویم میلادی است.

## زادگان
- ۲۶ ژوئیه – شارل مسیه، ستاره‌شناس فرانسوی (د. ۱۸۱۷)
- ۲۱ ژوئن – موتواوری نوریناگا، زبان‌شناس، نویسنده، شاعر، و فیلسوف ژاپنی (د. ۱۸۰۱)
- ۲۷ اوت – یوهان گئورگ هامان، نویسنده و فیلسوف آلمانی (د. ۱۷۸۸)
- ۱۴ دسامبر – جیمز بروس، کاشف و دیرین‌شناس بریتانیایی (د. ۱۷۹۴)

## درگذشتگان
- ۲۹ ژانویه – پتر دوم روسیه، سیاست‌مدار روسی (ز. ۱۷۱۵)